# Nabbflyttan
Nabbflyttan är en ö i Åland (Finland). Den ligger i Ålands hav eller Bottenhavet och i kommunen Eckerö i landskapet Åland, i den sydvästra delen av landet. Ön ligger omkring 29 kilometer nordväst om Mariehamn och omkring 300 kilometer väster om Helsingfors.
Öns area är 14,3 hektar och dess största längd är 0,6 kilometer i nord-sydlig riktning. Ön höjer sig omkring 15 meter över havsytan.
Runt Nabbflyttan är det glesbefolkat, med 8 invånare per kvadratkilometer.